# Hyväri
Hyväri är en ö i Finland. Den ligger i sjön Onkivesi och i kommunerna Kuopio, Lapinlax och Lapinlax och landskapet Norra Savolax, i den centrala delen av landet, 400 km norr om huvudstaden Helsingfors. Öns area är 0,7 hektar och dess största längd är 160 meter i öst-västlig riktning.